# Spinschildpadden
Spinschildpadden (Pyxis) zijn een geslacht van schildpadden uit de familie landschildpadden (Testudinidae). De groep werd voor het eerst wetenschappelijk beschreven door Thomas Bell in 1827.
Er zijn twee soorten die allebei op Madagaskar leven en nergens anders ter wereld voorkomen. Beide soorten zijn bedreigd, maar Pyxis planicauda is een van de 25 meest bedreigde soorten schildpadden ter wereld. Pyxis- soorten hebben een ovaal, koepelvormig schild, met een geelbruine basiskleur en vele donkere tot zwarte lijnen die met elkaar in verbinding staan. Hierdoor ontstaat een patroon wat iets weg heeft van spinnen, beide soorten worden daarom spinschildpad genoemd. Bij oudere dieren ontstaan bulten op het schild, is er veel variatie in kleuren en patronen. Juvenielen zijn nog zwart en hebben een glad schild met gele lengtestrepen en cirkelachtige strepen op het midden van het schild. De maximale schildlengte is ongeveer 14 à 15 centimeter, Pyxis arachnoides wordt ongeveer een centimeter groter.

## Taxonomie
Geslacht Pyxis
- Soort Spinschildpad (Pyxis arachnoides)
- Soort Madagaskarplatstaartschildpad (Pyxis planicauda)